# Zarzecze (sielsowiet Derewno)
Zarzecze (biał. Зарэчча; ros. Заречье) – wieś na Białorusi, w obwodzie mińskim, w rejonie stołpeckim, w sielsowiecie Derewno.

## Historia
W XIX w. zamieszkane wyłącznie przez katolików.
W dwudziestoleciu międzywojennym leżało w Polsce, w województwie nowogródzkim, w powiecie stołpeckim, w gminie Derewno. W 1921 miejscowość liczyła 244 mieszkańców, zamieszkałych w 46 budynkach, w tym 242 Polaków i 2 osoby innej narodowości. 242 mieszkańców było wyznania rzymskokatolickiego i 2 prawosławnego.
W czasie II wojny światowej 4 mieszkańców Zarzecza dołączyło do Zgrupowania Stołpeckiego Armii Krajowej.
Po II wojnie światowej w granicach Związku Radzieckiego. Od 1991 w niepodległej Białorusi.